# Лодинка-Долішня

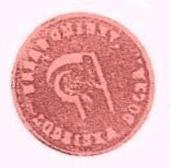
Лодинка-Долішня. Печатка села 1876–1918 років

Лодинка-Долішня (пол. Łodzinka Dolna) — село в гміні Бірча Перемишльського повіту в Підкарпатському воєводстві на південному сході Польщі.
З 1975 по 1998 роки Лодинка-Долішня адміністративно належала до Перемишльського воєводства.

## Географія
Село розташоване на відстані 7 кілометрів на схід від центру гміни села Бірчі, 19 кілометр на південний захід від центру повіту міста Перемишля і 57 кілометрів на південний схід від столиці воєводства — міста Ряшіва.

## Історія
В XI-XIII століттях на цих землях існувало Перемишльське руське князівство зі столицею в Перемишлі, яке входило до складу Галицького князівства, а пізніше Галицько-Волинського князівства.
Після захоплення цих земель Польщею територія в 1340–1772 роках входила до складу Перемишльської землі Руського воєводства Королівства Польського.
Село Лодинка засноване в 15 столітті на волоському праві. Село вперше згадується в 1494 році. Тоді воно було королівською власністю.
У 1565 році село Лодинка стало власністю Софії Дрогойовскої (пол. Zofii Drohojowskiej).
В 1772 році внаслідок першого поділу Польщі село Лодинка відійшло до імперії Габсбургів.
У 1824 році в селі збудовано дерев'яну греко-католицьку церкву Святої Трійці.
У середині 19 століття село Лодинка було поділене на Лодинку Долішню та Горішню. Після поділу Лодинка-Долішня стала власністю родини Тижковських (пол. Tyszkowskich).
Під кінець 19 століття тут діяла гута по виробництву скла, яку закрито в 1917 році. Згадкою про неї в селі залишилась назва присілка Гута-Лодинська (пол. Huta Łodzińska).
Після розпаду Австро-Угорщини і утворення Другої Речі Посполитої це переважно населене українцями село Надсяння опинилося по польському боці розмежування, що було закріплено в Ризькому мирному договорі 1921 року. На 1.01.1939 в селі було 310 жителів, з них 305 українців і 5 поляків. Село входило до ґміни Риботиче Добромильського повіту Львівського воєводства.
Після нападу 1 вересня 1939 року Третього Рейху на Польщу й початку Другої світової війни вже 12 вересня 1939 року на узгір'ях, що оточують село, точилися жорстокі бої між частинами Війська Польського та вермахту.
Після вторгнення СРСР до Польщі 17 вересня 1939 року Лодинка-Долішня, що знаходиться на правому, східному березі Сяну, разом з іншими навколишніми селами відійшла до СРСР і ввійшла до складу Бірчанського району (районний центр — Бірча) утвореної 27 листопада 1939 року Дрогобицької області УРСР (обласний центр — місто Дрогобич).
З початком німецько-радянської війни село вже в перший тиждень було зайняте військами вермахту.
В кінці липня 1944 року село було зайняте Червоною Армією.
13 серпня розпочато мобілізацію українського населення Дрогобицької області до Червоної Армії (облвоєнком — підполковник Карличев).
В березні 1945 року Лодинка-Долішня, як і весь Бірчанський район з районним центром Бірча, Ліськівський район з районним центром Лісько та західна частина Перемишльського району включно з містом Перемишль зі складу Дрогобицької області передані Польщі.
Москва підписала й 16 серпня 1945 року опублікувала офіційно договір з Польщею про встановлення лінії Керзона українсько-польським кордоном та, незважаючи на бажання українців залишитись на рідній землі, про передбачене «добровільне» виселення приблизно одного мільйона українців з «Закерзоння», тобто Підляшшя, Холмщини, Надсяння і Лемківщини.,
Розпочалося виселення українців з рідної землі. Проводячи депортацію, уряд Польщі, як і уряд СРСР, керувалися Угодою між цими державами, підписаною в Любліні 9 вересня 1944 року, але, незважаючи на текст угоди, у якому наголошувалось, що «Евакуації підлягають лише ті з перелічених (…) осіб, які виявили своє бажання евакуюватися і щодо прийняття яких є згода Уряду Української РСР і Польського Комітету Національного Визволення. Евакуація є добровільною і тому примус не може бути застосований ні прямо, ні посередньо. Бажання евакуйованих може бути висловлено як усно, так і подано на письмі.», виселення було примусовим і з застосуванням військових підрозділів.
Українська Повстанська Армія намагалась захистити мирне українське населення від примусової депортації польською армією та не дати польській владі заселювати звільнені господарства поляками.
Українське населення села, якому вдалося уникнути депортації до СРСР, попало в 1947 році під етнічну чистку під час проведення Операції «Вісла» і було виселено на ті території у західній та північній частині польської держави, що до 1945 належали Німеччині.
На початку 50-х років 20 століття церква Святої Трійці завалилася. Залишилися лише рештки цвинтара.

## Населення
Дані подано сумарно для сіл Лодинка-Горішня та Лодинка-Долішня
- 1785 — 125 греко-католиків, 50 римо-католиків, 13 євреїв
- 1840 — 236 греко-католиків
- 1859 — 287 греко-католиків
- 1879 — 326 греко-католиків
- 1899 — 431 греко-католик
- 1926 — 495 греко-католиків
- 1938 — 256 греко-католиків